# 費城半導體指數
費城半導體指數（英語：PHLX Semiconductor Sector Index）為美國的一個股價指數，涵蓋半導體產業鏈上中下游公司，為觀察半導體產業景氣的重要指標。該指數由費城證券交易所（現歸那斯達克所有）自1993年起編製及發布。

## 概要
指數由從事半導體設計、製造、配銷及販售的30家半導體產業上、中、下游公司構成。基準日為1993年12月1日，為根據當日基準值200所計算出的市值加權股價指數，目前基準值則為100。指數於每季3、6、9及12月進行再平衡，於月初公告、當月第3個禮拜五交易日的次一交易日生效。
儘管指數成分股均在美國的證券交易所掛牌，但並無要求成分股必須是美國企業。例如，截至2024年12月，該指數的成分股包括台灣積體電路製造、艾司摩爾、恩智浦半導體等企業。
由於半導體應用廣泛，涵蓋個人電腦、智慧型手機、汽車等多個領域，被譽為「產業之米」，而費城半導體指數被視為反映半導體乃至IT產業未來景氣的先行指標，為市場的重要參考。半導體為台灣的重要產業，其指數走向亦常影響台股走勢。
台灣期貨交易所於2023年12月18日掛牌費城半導體期貨，成美國境外首例。

## 計算
指數的基本計算公式如下：
{\displaystyle SOX_{t}={\frac {\sum _{i=1}^{n}q_{i,t}\cdot p_{i,t}}{{\text{IndexDivisor}}_{t}}}}
其中：
- {\displaystyle SOX_{t}}：指數在時間 {\displaystyle t} 之值。
- {\displaystyle q_{i,t}}：第 {\displaystyle i} 個成分股在時間 {\displaystyle t} 之股數（可能經調整）。
- {\displaystyle p_{i,t}}：第 {\displaystyle i} 個成分股在時間 {\displaystyle t} 之價格。
- {\displaystyle {\text{IndexDivisor}}_{t}}：指數除數，用於維持指數的穩定性。

### 權重限制
市值排名前3位之成分股，權重上限為12%、10%及8%，其餘成分股之權重上限為4%。若某成分股之權重超過其限制，超出部分將按比例重新分配給市值較低之成分股。

## 成分股
成分股必須符合ICB行業分類標準之半導體子產業或生產技術設備子產業。截至2025年7月18日，該指數包含以下成分股：
- 亞德諾半導體（ADI）
- 應用材料（AMAT）
- 超微半導體（AMD）
- 艾克爾科技（AMKR）
- 安謀控股公司（ARM）
- 艾司摩爾（ASML）
- 博通
- Coherent Corp.（英语：Coherent Corp.）
- 思睿邏輯（CRUS）
- 英特格（英语：Entegris）
- 格羅方德（GFS）
- 英特爾（INTC）
- 科磊
- 科林研發（LRCX）
- 萊迪思半導體（英语：Lattice Semiconductor）
- 微晶片科技（MCHP）
- 芯源系統（英语：Monolithic Power Systems）
- 邁威爾科技（MRVL）
- 和康電訊（英语：MACOM Technology Solutions）
- 美光科技（MU）
- 輝達
- 恩智浦半導體（NXPI）
- 安森美半導體（ON）
- 陸得斯科技（英语：Onto Innovation）
- 高通
- 威訊聯合半導體（QRVO）
- 思佳訊科技（英语：Skyworks Solutions）
- 泰瑞達（TER）
- 台灣積體電路製造（TSM）
- 德州儀器（TXN）